# Spermophora estebani
Spermophora estebani är en spindelart som beskrevs av Simon 1892. Spermophora estebani ingår i släktet Spermophora och familjen dallerspindlar.
Artens utbredningsområde är Filippinerna. Inga underarter finns listade i Catalogue of Life.